# 酒生村
酒生村（さこうむら）は、福井県足羽郡に存在していた村。
現在の福井市中心部の南東、北陸自動車道・福井インターチェンジ周辺から東方一帯にあたる。

## 地理
- 河川：足羽川

## 歴史
- 1889年（明治22年）4月1日 - 町村制の施行により、足羽郡栂野村、稲津村、荒木新保村、成願寺村、篠尾村、高尾村、前波村及び宿布村の区域をもって、足羽郡酒生村が発足する。
- 1899年（明治32年）1月14日 - 吉田郡岡保村の区域の内、大字荒木の全部、大字合島の一部の区域を編入する。
- 1947年（昭和22年）10月25日 - 昭和天皇の戦後巡幸。昭和天皇が裏作共同作業場を視察[1]。
- 1954年（昭和29年）1月26日 - 村内を走行中の福井県営バスが足羽川に転落。乗員・乗客10人が死亡、34人が重軽傷を事故となった[2]。
- 1955年（昭和30年）3月31日 - 足羽郡酒生村、一乗谷村、上文殊村、下文殊村及び六条村が合併して、足羽郡足羽村が発足する。

## 村長
- 池田七郎兵衛

## 交通

### 鉄道路線
現在は旧村域に越美北線が通過するが、当時は未開業。

### 道路
現在は旧村域に北陸自動車道の福井インターチェンジが所在するが、当時は未開通。